# Linia kolejowa 65 Pécs – Mohács
Linia kolejowa Pécs – Mohács – linia kolejowa na Węgrzech. Jest to linia jednotorowa, nie zelektryfikowana.

## Historia
Linia została oddana do użytku 29 kwietnia 1859 roku.